# (200016) 2007 MN11
(200016) 2007 MN11  es un asteroide perteneciente al cinturón exterior de asteroides, descubierto el 21 de junio de 2007 por el equipo del Mount Lemmon Survey desde el Observatorio del Monte Lemmon, Arizona, Estados Unidos.

## Designación y nombre
Designado provisionalmente como 2007 MN11.

## Características orbitales
2007 MN11 está situado a una distancia media del Sol de 3,224 ua, pudiendo alejarse hasta 3,652 ua y acercarse hasta 2,796 ua. Su excentricidad es 0,132 y la inclinación orbital 2,271 grados. Emplea 2114,65 días en completar una órbita alrededor del Sol.

## Características físicas
La magnitud absoluta de 2007 MN11 es 15,3.